# WhoSampled
WhoSampled è un sito web e una app che raccoglie informazioni su brani basati su campionamenti musicali, cover e remix.

## Storia
Nadav Poraz ha fondato il sito a Londra nel 2008, come un modo per tracciare campioni e cover. Le app per  iPhone e Android sono state pubblicate rispettivamente nel 2012 e nel 2014. I contributi sono forniti dagli utenti, con la dovuta approvazione di un moderatore, che autorizza la pubblicazione del contenuto. Nel 2015, il sito ha aggiunto il supporto per samples tratti da film e clip televisive. L'anno successivo è nata una partnership con Spotify ed è stata introdotta la funzione "sei gradi di separazione", che permette di collegare produttori e musicisti scoprendo quali brani li legano.

Al 19 maggio 2025 il sito, in aggiornamento continuo, dichiara oltre un 1 170 395 dischi censiti connessi a 361 056 artisti, attraverso il supporto di 37 592 collaboratori volontari e 79 moderatori.